# Pierre Verdier
Pierre Verdier, född 4 juli 1627 i Paris, död 20 september 1706 i Stockholm, var en fransk violinist och kompositör.
19 år gammal kom Verdier till Sverige som en av sex franska violinister inkallade som balettkapell, La Bande française, av Drottning Kristina.
Kapellet var verksamt till 1650 då Verdier fick anställning i hovkapellet, varpå övriga musiker åkte hem till Frankrike.
Verdier komponerade bland annat musiken till baletten La naissance de la Paix med verser av René Descartes samt motetten Kristus är mitt liv till drottning Ulrika Eleonoras begravning 1693. Han bidrog även med åtskilliga danser och danssviter till drottningens tabulaturbok samt ett par fyrstämmiga instrumentalverk och några andliga vokalverk. På 1680-talet anlitades han som dans- och musiklärare hos Nils Brahe den yngre. Verdier ska även ha bedrivit handel med svärsonen Mårten de Malsi.